# Nelzir Allard
Nelzir Allard, né le 27 octobre 1798 à Parthenay (Deux-Sèvres) et mort le 23 octobre 1877 dans le 16e arrondissement de Paris, est un général et homme politique français.

## Biographie
Nelzir Allard est le fils de Michel-Ange Allard, maire de Parthenay, et de sa seconde épouse Catherine Henriette Thibault. Sorti de l'École polytechnique en 1816, il fait l'école d'application du génie de Metz. 
Il est député des Deux-Sèvres de 1837 à 1848, siégeant au centre gauche, tout en continuant à monter en grade dans l'armée. Il se spécialise sur la question des fortifications militaires, et notamment celles de Paris. Il est nommé général de brigade en 1851 et général de division en 1857. En parallèle, il est membre du conseil d'État, présidant la section de la guerre et des colonies.
Conseiller général, il retrouve un siège de député des Deux-Sèvres de 1876 à 1877, où il siège au groupe bonapartiste de l'Appel au peuple.
Gendre du baron Jacques Mercier, il est le père du général Georges-Joseph Allard (1837-1920).

## Distinctions
- Grand officier de la Légion d'honneur